# فرآیند اغتشاشی اصطکاکی

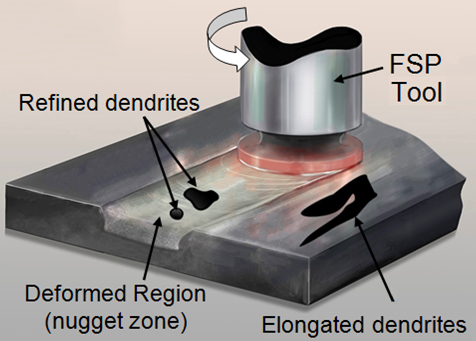
شماتیکی از فرآیند اغتشاشی اصطکاکی. فلز فرآوری شده تحت فشار زیادی قرار می‌گیرد که الگوی دانه‌های دنریتی آن را اصلاح می‌کند - دندریت‌ها در ناحیه قطعه کوچکتر و گردتر از مناطق تغییر شکل نیافته هستند.

فرایند اغتشاشی اصطکاکی (به انگلیسی: (FSP) friction stir processing) یک فن جدید حالت جامد است که از اصول جوشکاری اصطکاکی اغتشاشی برای بهبود شرایط متالورژیکی مواد استفاده می‌کند؛ همچنین به عنوان روشی برای تغییر خواص فلزات از طریق تغییر شکل پلاستیک شدید و موضعی نیز یاد می‌شود. این فرآیند یک فن پالایش دانه است و برای تبدیل یک ریزساختار ناهمگن (heterogeneous microstructure) به یک ریزساختار همگن‌تر (homogeneous microstructure) استفاده می‌شود.
در این فرآیند ابزاری حاوی یک شانه و یک پین، اختلاط و گرمایش مکانیکی را در ماده ایجاد می‌کند که این اتفاق به دلیل اصطکاک سطحی و تغییر شکل پلاستیک ویسکو رخ می‌دهد. این تغییر شکل با وارد کردن اجباری یک ابزار غیر مصرفی در قطعه کار، و چرخاندن ابزار در یک حرکت تکان‌دهنده در حین هل دادن جانبی، از طریق قطعه کار ایجاد می‌شود.
وقتی این فرآیند به صورت ایده‌آل انجام شود، مواد بدون تغییر فاز (از طریق ذوب یا غیره) مخلوط می‌شوند و یک ریزساختار با دانه‌های ریز و هم‌محور ایجاد می‌شود. این ساختار دانه‌ای همگن، که با مرزهایی با زاویه بزرگ جدا شده‌است، به برخی از آلیاژهای آلومینیوم اجازه می‌دهد تا خواص فوق‌پلاستیک به خود بگیرند. فرآیند اغتشاشی اصطکاکی، استحکام کششی و استحکام خستگی فلز را نیز افزایش می‌دهد.

## طرزکار
در فرآیند اغتشاشی اصطکاکی (FSP)، یک ابزار دوار با یک پین و یک شانه در یک تکه از مادهٔ مورد نظر (ماتریس) برای بهبود خواصی مانند چقرمگی یا انعطاف‌پذیری، در منطقه‌ای مشخص، استفاده می‌شود. همان‌طور که ابزار از منطقه مورد نظر عبور می‌کند، چرخش شانه تحت تأثیر بار اعمال شده، فلز اطراف را گرم می‌کند و با حرکت چرخشی پین، فلز را از هر بخش به جریان می‌اندازد و ناحیه اصلاح شده را تشکیل می‌دهد. ریزساختاری که در طول FSP تکامل می‌یابد ناشی از تأثیر جریان ماده، تغییر شکل پلاستیک و دمای بالا است. اصطکاک بین ابزار و قطعه کار منجر به گرمایش موضعی می‌شود که قطعه کار را نرم و پلاستیک می‌کند. در طی این فرایند، ماده دچار تغییر شکل شدید پلاستیکی می‌شود و این موضوع منجر به پالایش قابل توجه دانه‌ها می‌شود. فرآیند اغتشاشی اصطکاکی بدون تغییر حالت فیزیکی، خواص فیزیکی را تغییر می‌دهد که به مهندسان کمک می‌کند مواردی مانند «ابر پلاستیسیته با نرخ کرنش بالا» ایجاد کنند.
در فرآیند FSP مهم‌ترین منطقه بین منطقه همزدگی و منطقه تحت تاثیر ترمومکانیکی است. این منطقه ویژگی‌های ناحیه اصلاح شده، به ویژه چسبندگی را تعیین می‌کند. پارامترهای تکنولوژیکی اصلی فرآیند FSP به شرح زیر است:
- سرعت چرخشی
- سرعت خطی
- زاویه شیب
- عمق نفوذ ابزار
- نوع ابزار (طول پین، قطر و شکل پین، قطر و شکل شانه)
- ماده آلیاژی (SiC، Al2O3 و غیره)
- سیستم خنک‌کننده
- نحوه بستن ابزار

## انواع

### روش شیاری (Groove Method)
روش شیاری اولین روشی است که در تولید کامپوزیت سطحی با فناوری FSP استفاده شد و با توجه به اینکه در ابتدا روش‌های دیگری برای رقابت وجود نداشت، امکان گسترش و انتشار آن فراهم شد. در این روش، سه مرحله وجود دارد: (1) برش شیار در نمونه و پر کردن آن با مواد تقویت کننده، (2) بستن شیار حاوی مواد تقویت کننده با استفاده از ابزار بدون پین، (3) توزیع ذرات موجود در ماتریس با استفاده از یک ابزار دارای پین.
همانطور که ذکر شد، دو نوع ابزار در روش شیاری مورد نیاز است؛ یک ابزار بدون پین با یک شانه صاف و یک ابزار با یک پین استوانه‌ای. برخی از محققان تأثیر هندسه ابزار را بر عملکرد فرآیند بررسی کرده‌اند و دریافتند که هندسه‌ی ابزار تأثیر قابل توجهی بر روی کیفیت سطح و ریزساختار کامپوزیت‌های تولید شده دارد. همچنین سرعت دورانی ابزار تأثیر قابل توجهی بر یکنواختی توزیع ذرات تقویت کننده و پالایش دانه‌ی ماتریس دارد.

### روش حفره‌ای (Hole Method)
یک راه حل جایگزین برای روش شیاری، روش حفره‌ای است. در این روش به جای ایجاد شیار در سطح ماده، از سیستم حفره‌های جدا از هم، در جهت حرکت ابزار استفاده می‌شود. در این روش دیواره هایی که حفره‌ها را از یکدیگر جدا می‌کنند، پودر را به طور موثرتری نسبت به روش شیاری در برابر حرکت کنترل نشده فاز تقویت‌کننده، در خارج از ناحیه اصلاح شده، محافظت می‌کنند. بنابراین، ماشینکاری را می‌توان بدون مرحله بستن سوراخ‌ها (با ابزار بدون پین) انجام داد، در نتیجه در این روش، ماشینکاری یک فرآیند یک مرحله‌ای است و تنها به یک ابزار نیاز دارد (ابزار دارای پین). این موضوع یکی از مزایای اصلی روش حفره‌ای است.
به‌علاوه روش حفره‌ای امکان همگنی بیشتری را در توزیع ذرات در مقایسه با روش شیار فراهم می‌کند؛ اما عیب روش حفره‌ای این است که زمان آماده‌سازی نمونه طولانی‌تر از روش شیاری است، یعنی فرآیند ایجاد سوراخ‌ها و پر کردن آن‌ها با فاز تقویت‌کننده زمان‌بر و پر زحمت است.

### روش ساندویچی (Sandwich Method)
روش ساندویچی بر اساس اصول متفاوتی نسبت به روش حفره‌ای و شیاری کار می‌کند. در روش ساندویچی هیچ سوراخ یا شیاری ایجاد نمی‌شود، بلکه فاز تقویت کننده مستقیماً روی سطح نمونه قرار می‌گیرد و با یک لایه/ورقه نازک از ماده نمونه پوشانده می‌شود، سپس ساندویچ به دست آمده توسط FSP با ابزار پین پردازش می‌شود. در این روش می‌توان تعداد لایه‌ها را افزایش داد، تا مقدار فاز پراکنده در ماتریس افزایش یابد.
روش ساندویچی یک فرآیند ساده و پیشرفته است که به کامپوزیت‌های زمینه فلزی در مقیاس بزرگ اختصاص دارد.

### روش اغتشاشی اصطکاکی مستقیم (Direct Friction Stir Processing)
بر خلاف ابزارهای کلاسیک FSP، ابزارهای DFSP دارای یک کانال داخلی هستند که فاز تقویت کننده را مستقیماً توسط گرانش یا با نیروی اضافی وارد ناحیه کار FSP می‌کند. این کانال توخالی به عنوان یک مخزن برای فاز تقویت کننده عمل می‌کند و باعث صرفه‌جویی در زمان می‌شود. همچنین اپراتور می‌تواند برحسب نیاز، شرایط فنی، محدودیت‌های سخت افزاری و... را به صورت منعطف تغییر دهد که در روش های قبلی مواردی مانند جهت حرکت ابزار به طور دقیق مشخص می‌شود و امکان تغییر وجود ندارد. از این نظر، روش DFSP امیدوارکننده‌ترین راه‌حل برای کاربردهای صنعتی به نظر می‌رسد.
نقطه ضعف روش DFSP ظرفیت محدود مخزن پودر و نیاز به پر کردن آن است. همچنین خطر مسدود شدن کانال تغذیه پودر وجود دارد.

## کاربردها

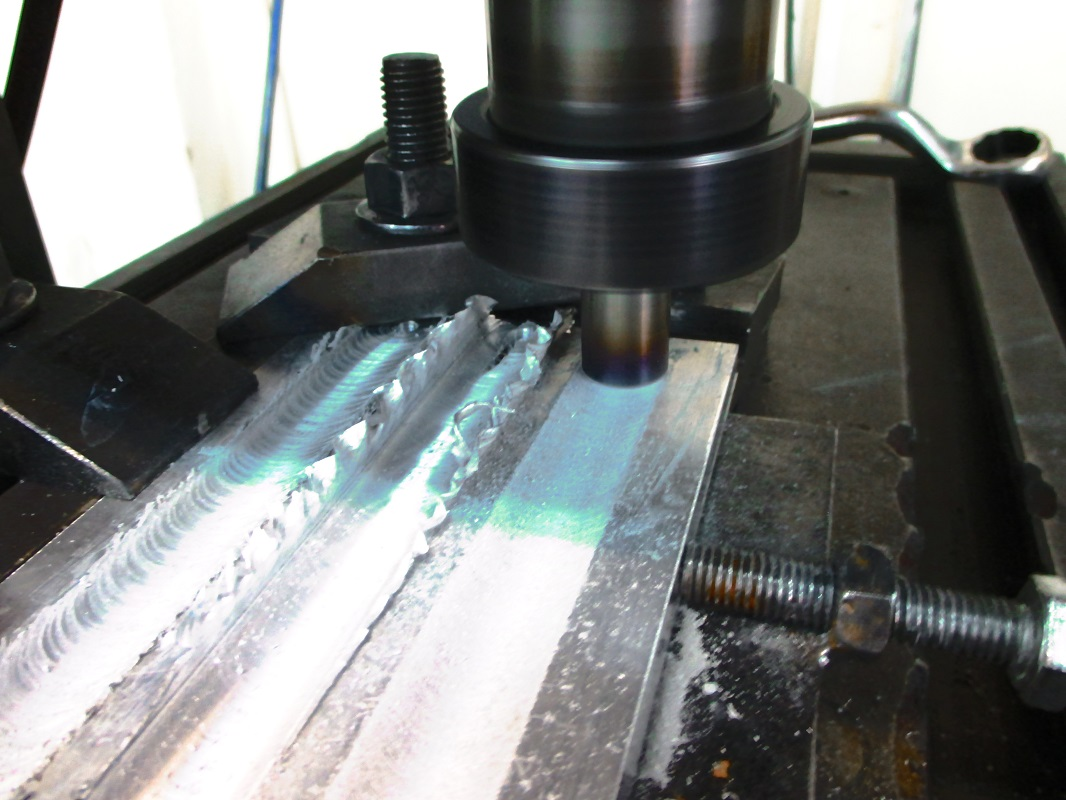
نمونه‌ای از فرآیند اصطکاکی اغتشاشی آلومینیوم سری 7

فرآیند اغتشاشی اصطکاکی زمانی استفاده می‌شود که بخواهیم خواص فلزات را با استفاده از فلز دیگر بهبود دهیم. این فرآیند امیدوارکننده‌ای برای صنایع خودروسازی و هوافضا است زیرا در آن‌ها مواد جدید برای بهبود مقاومت در برابر سایش، خزش و خستگی مورد نیاز است. نمونه‌هایی از موادی که با استفاده از فناوری اصطکاکی فرآوری شده‌اند عبارتند از آلیاژهای آلومینیوم (AA2519، AA5083 و AA7075)، آلیاژ منیزیم AZ61، برنز آلومینیوم و فولاد ضد زنگ 304L.

### ریخته‌گری
قطعات فلزی تولید شده به روش ریخته‌گری نسبتاً ارزان هستند، اما اغلب دارای عیوب متالورژیکی مانند تخلخل و عیوب ریزساختاری هستند. فرآیند اغتشاشی اصطکاکی می‌تواند برای ایجاد یک ریزساختار فرفورژه در یک جزء ریختگی و از بین بردن بسیاری از عیوب استفاده شود. همچنین با هم‌زدن شدید یک قطعه فلزی ریخته‌گری شده، برای همگن شدن و کاهش اندازه دانه، شکل پذیری و استحکام افزایش می‌یابد.

### متالورژی پودر
فرآیند اغتشاشی اصطکاکی همچنین می‌تواند برای بهبود خواص ریزساختاری اجسام فلزی ساخته‌شده به روش متالورژی پودر استفاده شود. برای مثال، هنگامی که با پودر آلیاژهای فلزی آلومینیوم سروکار داریم، لایه اکسید آلومینیوم روی سطح هر گرانول ایجاد می‌شود که برای شکل‌پذیری، خواص خستگی و چقرمگی شکست قطعه کار مضر است.تکنیک‌های مرسومی برای برداشتن این لایه شامل آهنگری و اکستروژن وجود دارد و فرآیند اغتشاشی اصطکاکی برای شرایطی که درمان موضعی مورد نظر است مناسب است.

### ساخت کامپوزیت های زمینه فلزی
FSP همچنین می‌تواند برای ساخت کامپوزیت‌های زمینه فلزی در ناحیه ناگت که در آن به تغییر خواص نیاز داریم استفاده شود. Al 5052/SiC و برخی کامپوزیت‌های دیگر با موفقیت ساخته شده‌اند؛ حتی کامپوزیت‌های نانو نیز می‌توانند با این روش ساخته شوند.

### کامپوزیت های سطح آلومینیوم با خواص برتر
کامپوزیت‌های سطح آلومینیوم با خواص سطحی پیشرفته را می‌توان با استفاده از فرآیند اغتشاشی اصطکاکی تولید کرد. کامپوزیت‌های ساخته‌شده با پارامترهای فرآیند اغتشاشی اصطکاکی بهینه، خواص مکانیکی و مقاومت در برابر خوردگی بهتری از خود نشان می‌دهند. پارامترهایی مانند سرعت چرخش ابزار و قطر شانه ابزار بر خواص سطح تاثیر می‌گذارند؛ کامپوزیت‌هایی که با سرعت چرخش ابزار بالاتر و قطر شانه ابزار کم‌تر ساخته ‌می‌شوند سختی سطح بالاتری دارند.

## مزایا
در مقایسه با سایر تکنیک‌های فلزکاری، فرآیند اغتشاشی اصطکاکی دارای مزایای مشخصی است.
1. FSP یک فرآیند حالت جامد با مسیر کوتاه و یک مرحله‌ای است که باعث پالایش ریزساختار، افزایش تراکم و همگنی می‌شود.
2. ریزساختار و خواص مکانیکی منطقه‌ی پردازش شده را می‌توان با بهینه‌سازی پارامترهای فرآیند، طراحی ابزار و سرمایش/گرمایش فعال به دقت کنترل کرد.
3. عمق منطقه‌ی پردازش شده را می‌توان با تغییر طول پین به راحتی کنترل کرد و عمق را از چند صد میکرومتر تا ده‌ها میلی‌متر تغییر داد؛ کنترل عمق ناحیه‌ی پردازش شده در سایر تکنیک‌های فلزکاری دشوار است.
4. FSP تکنیکی با عملکرد جامع برای ساخت، پردازش و سنتز مواد است.
5. گرمای ورودی در فرآیند FSP از اصطکاک و تغییر شکل پلاستیک حاصل می‌شود، به این معنی که FSP یک تکنیک سبز و کم مصرف، بدون گاز مضر و آلودگی صوتی است.
6. FSP شکل و اندازه اجزای پردازش شده را تغییر نمی‌دهد.[۱۴]